# Wyttenbach (Patrizierfamilie)

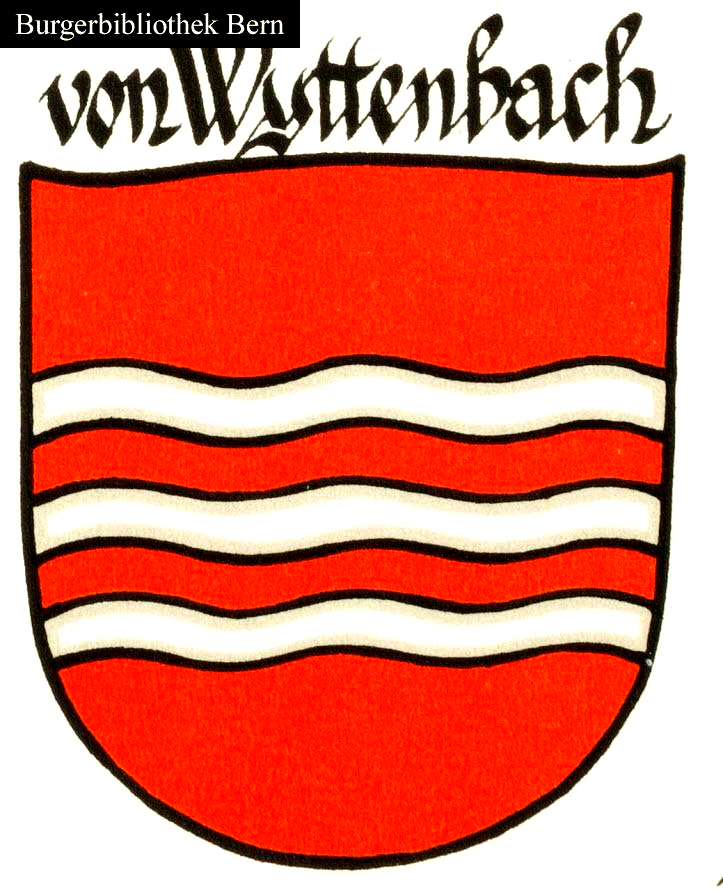
Wappen Wyttenbach (mit dem geraden Bach)

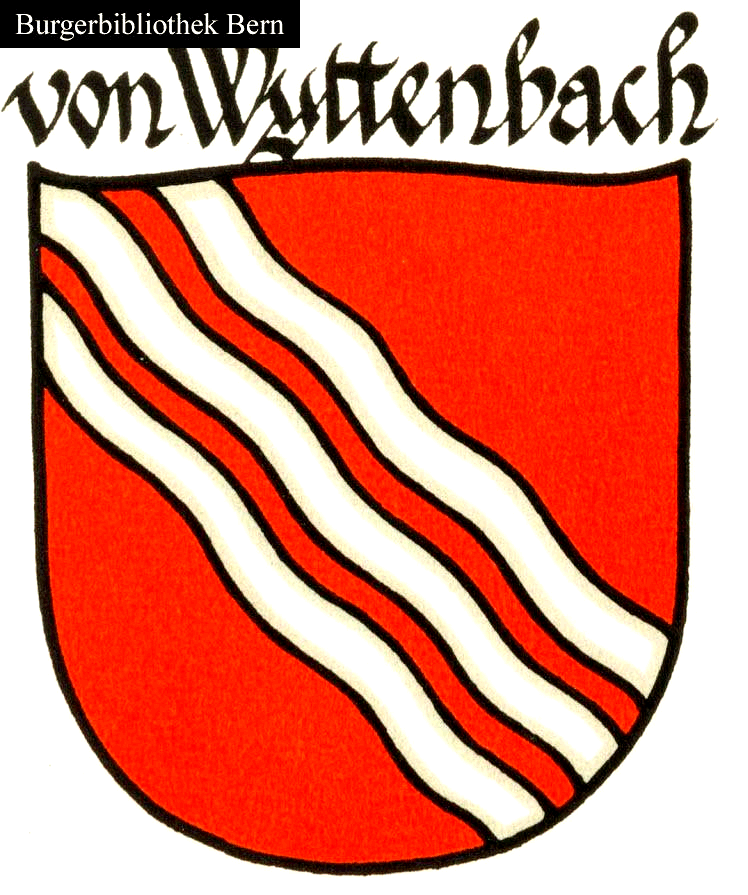
Wappen Wyttenbach (mit dem schrägen Bach)

Die Familie von Wyttenbach ist eine ursprünglich aus Biel stammende Berner Patrizierfamilie, die seit 1586 (Zweig mit dem schrägen Bach im Wappen) und 1623 (Zweig mit dem geraden Bach im Wappen) das Burgerrecht der Stadt Bern besass.

## Geschichte
Das Geschlecht Wyttenbach wird in Biel 1363 erstmals erwähnt. Die Familie gelangte durch das Gerberhandwerk zu grossem Reichtum und Ansehen. Steffan Wyttenbach (1468–1523) weilte in seiner Jugend am savoyischen Hof und erhielt 1511 von Kaiser Maximilian einen Adelsbrief, der das Wappen neu mit einem schrägen Bach im Wappen definiert. Wyttenbach wurde Bürger von Freiburg im Breisgau. Dessen hochbegüterter Sohn Niklaus (1491–1566) zog wiederum nach Biel und 1548 nach Bern, wo er der Gesellschaft zu Mittellöwen beitrat. Eigentlicher Stammvater der Berner Wyttenbach mit dem schrägen Bach im Wappen war dessen Enkel, der Goldschmied Petermann († 1608). Er legte den Junkertitel ab.
Der Apotheker Hans Konrad Wyttenbach (1595–1665), Cousin vierten Grades des Goldschmieds Petermann, erwarb 1623 das Berner Burgerrecht und gelangte bereits 1629 in den Grossen Rat. Die Apothekerfamilie Wyttenbach bekleidete bis zum Ende des Ancien Régime zahlreiche politische Ämter.

## Personen
Zweig mit dem schrägen Bach im Wappen
- Jakob Samuel Wyttenbach (1748–1830), Schweizer reformierter Pfarrer und Naturhistoriker

Zweig mit dem geraden Bach im Wappen
- Samuel Wyttenbach (1703–1779), Stadtarzt von Bern
- Daniel Wyttenbach (1746–1820), deutsch-schweizerischer Gelehrter
- David Samuel Daniel Wyttenbach (1706–1779), deutsch-schweizerischer Theologe, Vater von Daniel Wyttenbach
- Daniel Jeanne Wyttenbach (1773–1830), deutschschweizerisch-französische Schriftstellerin und Philhellenin, Enkeltochter von David Samuel Daniel Wyttenbach und Ehefrau von Daniel Wyttenbach

## Wappen

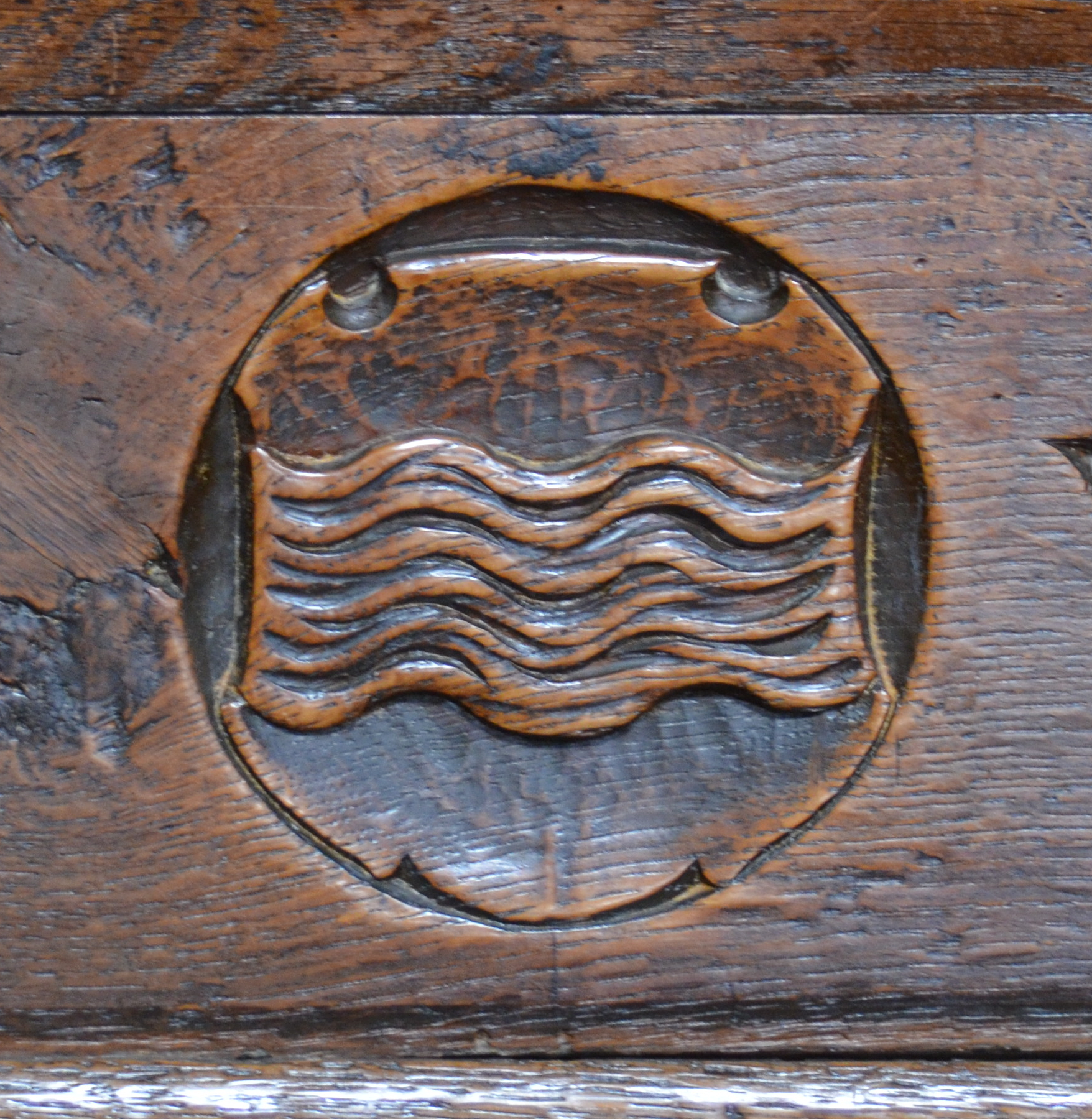
Wappen Wyttenbach (mit dem geraden Bach)
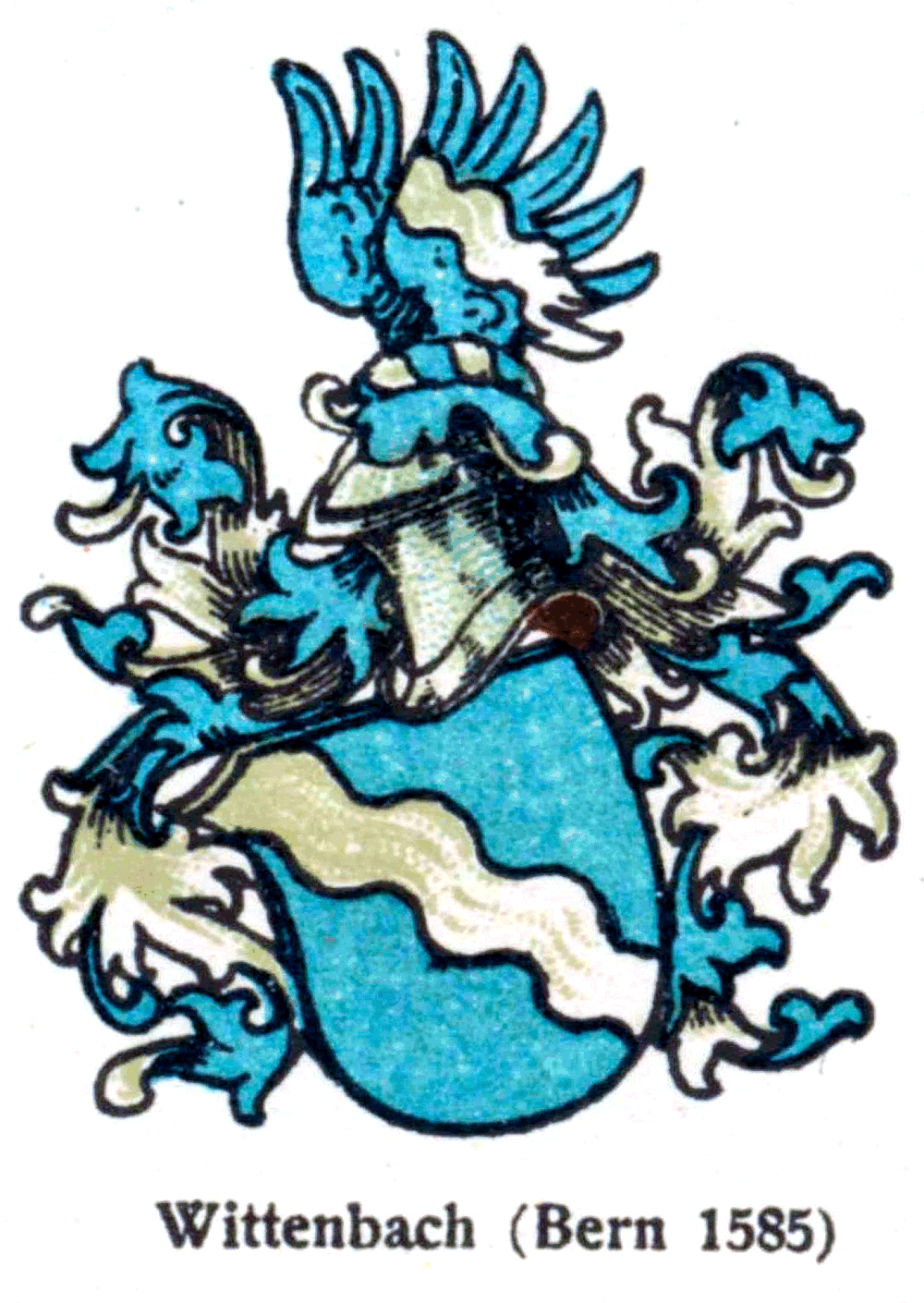
Wappen Wyttenbach (mit dem schrägen Bach), falsche Tingierung